# Коази
Коази (фр. Coisy) насеље је и општина у североисточној Француској у региону Пикардија, у департману Сома која припада префектури Амјен.
По подацима из 2011. године у општини је живело 294 становника, а густина насељености је износила 48,36 становника/km². Општина се простире на површини од 6,08 km². Налази се на средњој надморској висини од 110 метара (максималној 129 m, а минималној 71 m).

## Демографија
| 1962. | 1968. | 1975. | 1982. | 1990. | 1999. | 2011. |
| ----- | ----- | ----- | ----- | ----- | ----- | ----- |
| 183   | 196   | 175   | 184   | 226   | 246   | 294   |

График промене броја становника у току последњих година